# Zeynep Bozbay
Zeynep Bozbay (* 1992 in Berlin) ist eine deutsche Schauspielerin.

## Karriere
Bozbay studierte von 2012 bis 2016 Schauspiel am Mozarteum Salzburg. Bereits zuvor spielte sie am Deutschen Theater Berlin unter der Regie von Nurkan Erpulat und diversen Jugendtheatern, wie dem P14 in Berlin. Ihr Erstengagement führte sie kurz nach ihrem Abschluss an die Münchner Kammerspiele, wo sie die Uraufführung von Elfriede Jelineks Stück Wut spielte, Regie führte Nicolas Stemann und Bozbay wurde dafür von der Zeitschrift Theater heute zur Nachwuchsschauspielerin des Jahres nominiert. Nach einer Spielzeit am niederösterreichischen Landestheater war sie von 2017 bis 2022 festes Ensemblemitglied der Münchner Kammerspiele. Im Anschluss gastierte sie am Schauspielhaus Zürich.
Seitdem ist Bozbay in unterschiedlichen Film- und Fernsehproduktionen tätig. Unter anderem übernahm sie 2022 eine der Hauptrollen in der Amazon-Prime-Serie Damaged Goods und 2023 in den Serien SWEAT (ARD) und Knigge & Co, welche in der ZDF Mediathek ausgestrahlt wurde.
Sie wohnt derzeit in Berlin.

## Theater (Auswahl)

### Deutsches Theater Berlin
- 2010–2012: Clash (Ensemble). Inszenierung: Nurkan Erpulat

### Volksbühne Berlin / P14
- 2011: Was nagen diese Ratten aus? (als Walburga). Inszenierung: Bonn Park

### Theater im Kunstquartier Salzburg
- 2014: Camelot (als Enite). Inszenierung: Niklaus Helbling
- 2014: Der zerbrochne Krug (als Eve). Inszenierung: Jörg Lichtenstein
- 2015: die Waisen (als Dennis Kelly). Inszenierung: Heike Frank
- 2015: Weltrettungsauftrag (als Sie). Inszenierung: Anita Vulesica
- 2015: Camp Herzl (als Agnes): Inszenierung: Christine Umpfenbach (In Kooperation mit der Tel Aviv University)
- 2016: Emilia Galotti (als Emilia Galotti). Inszenierung: Cornelia Maschner

### Salzburger Festspiele
- 2014: Il Trovatore (Ensemble). Inszenierung: Alvis Hermanis

### Landestheater Niederösterreich
- 2016: Schöne Bescherung (als Pattie). Inszenierung: Sarantos Zervoulakos
- 2016: Die Eroberung des goldenen Apfels (Ensemble). Inszenierung: Hakan Savas Mican
- 2017: Utopia (als Xanthippe). Inszenierung: YZMA Kollektiv

### Münchner Kammerspiele
- 2016: Wut (Ensemble). Nach Elfriede Jelinek. Inszenierung: Nicolas Stemann
- 2017: Trüffel Trüffel Trüffel (als Emmeline). Nach Eugène Labiche. Inszenierung: Felix Rothenhäusler
- 2017: Wartesaal (als Maria). Nach dem Roman „Exil“ von Lion Feuchtwanger. Inszenierung: Stefan Pucher
- 2017: Das Internet (als Das Internet). Inszenierung: Alexander Giesche
- 2018: Der Vater (als Bertha). Nach August Strindberg. Inszenierung: Nicolas Stemann
- 2018: New Beginnings (Ensemble). Inszenierung: Alexander Giesche
- 2018: #Genesis (als Lilith). Von Yael Ronen und Ensemble.  Inszenierung: Yael Ronen
- 2018: Kill the Audience (Ensemble). Nach dem  "Viet Nam Diskurs" von Peter Weiss. Inszenierung: Rabih Mroué
- 2019: Das Leben des Vernon Subutex (als Aicha). Nach Virginie Despentes. Inszenierung: Stefan Pucher
- 2019: Hochdeutschland (Ensemble). Nach Alexander Schimmelbusch. Inszenierung: Kevin Barz
- 2019: Nirvana´s Last (Ensemble). Von Damien Rebgetz nach Nirvana (US-amerikanische Band). Inszenierung: Damian Rebgetz
- 2020: Race Me (Ensemble). Von Miriam Ibrahim. Inszenierung: Miriam Ibrahim (Kooperation mit der Monacensia im Hildebrandhaus)
- 2020: Wunde R. (Ensemble). Von Enis Maci. Inszenierung:  Felix Rothenhäusler
- 2020: The Assembly (als Katja). Von Alex Ivanovici, Annabel Soutar und Brett Watson Inszenierung: Chris Abraham (Kooperation mit dem Festival Theater der Welt)
- 2021: Sprung vom Elfenbeinturm (Ensemble). Nach Texten von Gisela Elsner in einer Fassung von Pınar Karabulut und Mehdi Moradpour. Inszenierung: Pinar Karabulut
- 2021: Die Effingers (als Marianne). Nach Gabriele Tergit. Inszenierung: Jan Bosse
- 2022: Das Erbe/ Miras (als Leyla). Von Nuran David Calis. Inszenierung: Pınar Karabulut

### Schauspielhaus Zürich
- 2022: Der Vater (als Bertha). Nach August Strindberg. Inszenierung: Nicolas Stemann (Übernahme von den Münchner Kammerspielen)

## Filmografie (Auswahl)
- 2011: Walburga (Kurzfilm)
- 2017: Stadtkomödie: Herrgott für Anfänger
- 2017: WaPo Bodensee – Schneewittchen (Fernsehserie)
- 2018: Atatürk – Vater der modernen Türkei
- 2019: In aller Freundschaft – Die jungen Ärzte – Irren ist menschlich (Fernsehserie)
- 2020: Biohackers (Fernsehserie, 2 Folgen)
- 2021: Lena Lorenz: Eltern für mein Kind (Fernsehreihe)
- 2021: Marie fängt Feuer: Schattenhaft (Fernsehserie)
- 2022: Schon tausendmal berührt (Fernsehfilm)
- 2022: Damaged Goods (Fernsehserie, 8 Folgen)
- 2023: Es brennt
- 2023: Sweat (Fernsehserie, 6 Folgen)
- 2023: Knigge & Co. (Fernsehserie, 6 Folgen)
- 2024: Sarah Kohr: Zement (Fernsehreihe)
- 2024: Letzte Spur Berlin: Luftschlösser (Fernsehserie)
- 2024: Push (Fernsehserie, 3 Folgen)
- 2024: Vor dem Anfang (Spielfilm Kino)

## Hörspiele (Auswahl)
- 2021: Das Schneckengrabhaus (für Bayerischen Rundfunk)
- 2022: Identitti (für WDR)
- 2022: Zur Welt (für Deutschlandradio Kultur)